# 826-й истребительный авиационный полк ПВО

826-й истребительный авиационный полк ПВО (826-й иап ПВО) — воинская часть истребительной авиации ПВО, принимавшая участие в боевых действиях Великой Отечественной войны.

## Наименования полка
- 581-й истребительный авиационный полк ПВО[1][2].
- 826-й истребительный авиационный полк ПВО[1][2];
- Войсковая часть (полевая почта) 21916[1][2].

## История и боевой путь полка
Своё начало полк берёт от 581-го истребительного авиационного полка, который сформирован в период с 1 по 20 октября 1941 года при 4-м запасном авиационном полку Орловского военного округа в городе Моршанске Тамбовской области по штату 015/174 на самолётах И-16. Личный состав для комплектования полка поступил из 67-го (1-я эскадрилья в полном составе) и 166-го иап, а также переменного состава 4-го зиап.
20 октября 1941 года полк убыл в г. Борисоглебск в распоряжение командования истребительной авиации ПВО ТС. 11 ноября 1941 года вошёл в состав 101-й истребительной авиадивизии ПВО. 26 декабря 1941 года приступил к боевой работе на самолётах И-16 в составе 101-й истребительной авиадивизии ПВО Воронежско-Борисоглебского района ПВО (оперативно подчинялась командованию Юго-Западного фронта).
Первая известная воздушная победа полка в Отечественной войне одержана 31 марта 1942 года: командир полка майор Афанасьев И. Г. в воздушном бою в районе ст. Валуйки сбил немецкий бомбардировщик Junkers Ju 88.
23 мая 1942 года полк переименован в 826-й истребительный авиационный полк ПВО.
Всего в составе действующей армии 581-й истребительный авиационный полк ПВО находился: с 26 декабря 1941 года по 1 мая 1942 года.
В мае 1942 года поле получил 10 истребителей МиГ-3. 7 июля 1942 года с образованием Воронежского фронта вместе со 101-й истребительной авиадивизией ПВО поступил в оперативное подчинение его командования и почти год выполнял боевую работу по прикрытию Воронежа и близлежащих объектов.
9 июня 1943 года полк вошёл в состав 9-го истребительного авиакорпуса ПВО, который развёрнут на основе 101-й истребительной авиадивизии ПВО Воронежского района ПВО.
29 июня 1943 года вместе с 9-м иак ПВО Воронежского (с октября 1943 года — Курского; с ноября 1943 года — Киевского) района ПВО вошёл в состав войск вновь образованного Западного фронта ПВО. В августе 1943 года полк переформирован по штату 015/325. Сдал все самолёты и получил 36 английских истребителей «Харрикейн».
В составе 9-го истребительного авиакорпуса ПВО полк принимал участие в операциях и битвах:
- Курская битва — с 5 июля 1943 года по 23 августа 1943 года.
- Битва за Днепр — с 26 августа 1943 года по 23 декабря 1943 года.
- Корсунь-Шевченковская операция — с 24 января 1944 года по 1 февраля 1944 года.

В феврале 1944 года полк из 9-го истребительного авиакорпуса ПВО передан в состав 36-й истребительной авиационной дивизии ПВО Минского района ПВО Западного фронта ПВО.
В апреле 1944 года в связи с реорганизацией войск ПВО страны в составе 36-й истребительной авиационной дивизии ПВО включён в 84-ю дивизию ПВО Северного фронта ПВО, который образован 29 марта 1944 года на базе Восточного и Западного фронтов ПВО. В апреле также получил 28 истребителей Ла-5ФН.
В августе 1944 года в составе 36-й истребительной авиационной дивизии ПВО из 84-й дивизии ПВО передан в 4-й корпус ПВО Северного фронта ПВО. 24 декабря вместе с дивизией включён в состав войск Западного фронта ПВО (2-го формирования), который преобразован из Северного фронта ПВО. В феврале 1945 года в составе 36-й иад ПВО из 4-го корпуса ПВО передан в 5-й корпус ПВО Западного фронта ПВО.
День Победы 9 мая 1945 года полк встретил на аэродроме Лодзь в Польше.
Всего в составе действующей армии полк находился: с 1 мая 1942 года по 9 мая 1945 года.
Всего за годы войны полком:
- Совершено боевых вылетов — 2114 (в составе 101-й иад и 9-го иак ПВО).
- Сбито самолётов противника — 13, из них:
  - бомбардировщиков — 11;
  - истребителей — 2.

## Послевоенная история полка
По окончании войны полк базировался на аэродроме Лодзь в составе 36-й истребительной авиационной дивизии ПВО 82-й дивизии ПВО Северо-Западного округа ПВО.
В феврале 1946 года 826-й истребительный авиационный полк директивой ГШ КА № орг/10/88861сс от 15.12.1945 года расформирован в 36-й истребительной авиационной дивизии ПВО на аэродроме Лодзь в Польше, личный состав передан в 148-ю истребительную авиационную дивизию ПВО.

## Командир полка
- капитан, майор Афанасьев Иван Григорьевич (погиб)[1], 01.10.1941 — 05.07.1942
- майор Удовенко Семён Александрович[1], 07.1942 — 05.08.1944
- майор Столяров Владимир Иванович[1], 05.08.1944 — 11.1945

## Лётчики-асы полка
Лётчики-асы полка, сбившие более 5 самолётов противника в воздушных боях.
| Фамилия, имя отчество               | Награды | Сбито самолётов (+ в группе) | Примечание |
| ----------------------------------- | ------- | ---------------------------- | --- |
| Пчёлкин Александр Иванович          |         | 12 + 1                       | Лётчик полка: сентябрь 1941 — июль 1942. Боевых вылетов: 387; воздушных боёв: 61. Умер 2 марта 1976 г.                                                                                           |
| Шкурупий Алексей Тарасович          |         | 6 + 2                        | Лётчик полка: декабрь 1941 — август 1942. Боевых вылетов: 422. Один самолёт противника сбит таранным ударом.                                                                                     |
| Карпов Константин Фёдорович         |         | 5 + 2                        | Лётчик полка: декабрь 1941 — январь 1943. Две воздушных победы одержаны в ночном вылете. |
| Кононов Николай Васильевич          |         | 5 + 0                        | Лётчик полка: ноябрь 1941—1943. Пропал без вести 28 апреля 1944 г. Не вернулся с боевого задания.                                                                                                |
| Курдгелашвили Дженшер Александрович |         | 6 + 0                        | Лётчик полка: октябрь 1941—1943. Боевых вылетов: 230 (01.04.1943). Не вернулся с боевого задания 24 августа 1944 г. Попал в плен, позднее умер в лагере для военнопленных (дата не установлена). |